# Norbert Niedermayer
Norbert Niedermayer (* 8. Oktober 1948 in Wien) ist ein österreichischer Sänger und Musiker, insbesondere Gitarrist und Bassist. Er gehörte von 1972 bis 1975 als Sänger und Gitarrist zu der österreichischen Band Milestones. Nach deren Trennung dieser Gruppe schloss er sich der Band Non Plus Ultra und gründete mit drei Mitmusikern die Gruppe Springtime, der er von 1977 bis 1978 angehörte. Mit zwei dieser Musikgruppen nahm er am Eurovision Song Contest teil. 1972 belegte er mit den Milestones mit dem Lied Falter im Wind den fünften Platz fünften Platz unter 18 Teilnehmern und 1978 erreichte er mit Springtimes mit dem Lied Mrs. Caroline Robinson den 15. Platz. Er war an der Aufnahme des Albums An Der Grenze Zum Beton von Michael Frank beteiligt, wo er die Akustikgitarre spielte und nahm von 1982 bis 1985 einige Instrumentalstücke auf. 1982 war er zudem an der Aufnahme zum Lied der Arbeit beteiligt. Für Georg Danzers Album Sonne & Mond – Lieder & Geschichten Aus 30 Jahren spielte er den Bass in dem Lied Karli, das als Bonustrack angefügt war. Niedermayer schrieb auch eigene Songs. Im Jahr 2016 trat er gemeinsam mit dem Komödianten Heinz Zuber in der Buchhandlung Müller in Weil am Rhein auf.